# Человек, который был Шерлоком Холмсом
«Человек, который был Шерлоком Холмсом» (нем. Der Mann, der Sherlock Holmes war) — немецкая криминальная комедия 1937 года.

## Сюжет
1910 год. Частный детектив Моррис Флинт и его помощник Мэки Макферсон стремятся во всём походить на своих кумиров — Шерлока Холмса и доктора Ватсона, соответственно, и у них это неплохо выходит. Однажды ночью они подсаживаются в поезд до Брюсселя, представляются именами своих героев и знакомятся с сёстрами Берри: Мэри и Джейн, которые едут получать наследство своего дяди.
Прибыв в город, они поселяются в лучшей гостинице, где их немедленно навещает полиция: на проходящей здесь Всемирной выставке (англ. Brussels International 1910) были похищены и заменены на фальшивки ценные марки, и только великие английские сыщики могут распутать это преступление. Друзья берутся за расследование, вскоре подвергаются нападению бандитов, и узнаю́т, что дядя тех девушек из поезда был известный фальшивомонетчик и главарь банды, совершившей преступление.
Моррис и Мэки заключены под стражу — их обвиняют в том, что они выдают себя не за тех, кто есть. На суде встаёт один из свидетелей, который представляется сэром Артуром Конан-Дойлем. Смеясь, он объясняет собравшимся, что Холмс и Ватсон — вымышленные персонажи, которых он сам и придумал.

## В ролях
- Ханс Альберс — частный детектив Моррис Флинт / Шерлок Холмс
- Хайнц Рюман — его помощник Мэки Макферсон / доктор Ватсон
- Марилуиза Клаудиус — Мэри Берри
- Ханси Кнотек — Джейн Берри
- Хильда Вайсснер — мадам Женимар
- Зигфрид Шюренберг — месье Лапин
- Пауль Бильдт — сэр Артур Конан-Дойль

## Факты
- В последнем бункере Гитлера, где он покончил с собой 30 апреля 1945 года, были найдены две ленты: «Человек, который был Шерлоком Холмсом» и «Собака Баскервилей»[1].